# Ærteblomst-ordenen
Ærteblomst-ordenen (Fabales) er en orden, der består af træer, buske eller urter. De har skruestillede eller eventuelt modsatte blade. Blomsterne er samlet i klaser, aks eller hoveder. Arterne er rige på garvestoffer, gallussyre, leucanthocyaner og andre flavonoider. De indeholder også ellaginsyre, og veddet er ofte fluorescerende. Kimen er grøn allerede inde i frøet. Det er desuden fælles, at planterne har symbiose med kvælstofsamlende bakterier. Ordenen har fire familier (se nedenfor).
| Familier |

- Mælkeurt-familien (Polygalaceae)
- Quillaja-familien (Quillajaceae)
- Surianaceae
- Ærteblomst-familien (Fabaceae)